# Црква Светог Георгија у Дивцима
Црква Светог Георгија у Дивцима, насељеном месту на територији града Ваљева, припада Епархији ваљевској Српске православне цркве.
Цркву посвећену Светом Георгију подигао је Никанор Савић (1902—1990), архимандрит и проигуман манастира Хиландар, родом из Диваца.